# Métrica Hayward
A métrica Hayward é a descrição mais simples de um buraco negro que não é singular, um buraco negro regular com carga simétrica esférica. A métrica foi escrita por Sean Hayward como o modelo mínimo que é regular, estático, esfericamente simétrico e assintoticamente plano. Hayward publicou sua métrica pela primeira vez em 2005 e vários artigos a estudaram desde então.